# Recess (animatiereeks)
Recess (Nederlands: Het Speelplein) is een Amerikaanse animatieserie, bedacht door Paul Germain en Joe Ansolabehere, en geproduceerd door Walt Disney Television Animation. De serie liep zeven seizoenen, met een totaal van 69 afleveringen. Daarnaast kreeg de serie een aantal spin-off films.
In Nederland werd de serie uitgezonden op Net5, Jetix (later Disney XD) en  Disney Channel. In Vlaanderen werd de serie sinds 15 april 2001 uitgezonden op Ketnet.

## Verhaal
De serie speelt zich af op en rond een basisschool genaamd Third Street Elementary School en draait om een groepje van zes leerlingen. De meeste afleveringen spelen zich af tijdens de pauzes (waar de naam “recess”, Engels voor een schoolpauze, aan refereert). De personages komen zowel normale schoolzaken tegen, als bizarre gebeurtenissen zoals complottheorieën.

## Productie
Recess ging in première op ABC als onderdeel van de zaterdagochtendprogrammering. Ondanks dat de serie tegelijk werd uitgezonden met een paar van de populairdere Disney-series, zoals Pepper Ann en Doug, werd de serie al snel succesvol.
De serie werd in 2001 stopgezet, maar herhalingen van de serie werden nog wel uitgezonden. Alleen de afleveringen van seizoen zes zijn nooit herhaald na de stopzetting van de serie.

## Personages
- Theodore Jasper "T.J." Detweiler: de leider van de zes hoofdpersonages. Hij plant vaak practical jokes om uit te halen met de leraren, iets waar hij bijzonder getalenteerd in is. Hij heeft een oudere zus genaamd Becky.
- Vincent Pierre "Vince" LaSalle: de meest getalenteerde atleet van de school. Hij is een lange Afro-Amerikaanse jongen. Zijn grootste rivaal is Lawson, die hem voortdurend uitdaagt voor verschillende competities.
- Ashley Funicello Spinelli: een tomboy en worstelfanaat. Ze haat haar voornaam, "Ashley". Ze heeft een oogje op TJ.
- Gretchen Priscilla Grundler: een van de slimste leerlingen van de school. Ze is vooral een expert in rekenen, en duidelijk in staat om werk uit hogere klassen te maken.
- Michael "Mikey" Blumberg: een gezette jongen met een voorliefde voor filosofie. Hij schrijft tevens gedichten en doet aan klassieke dans.
- Gustav Patton "Gus" Griswald, alias El Diablo: de nieuwkomer in de groep. Hij is vaak naïef en niet goed op de hoogte van de regels op het speelplein. Hij komt uit een zeer gedisciplineerde militaire familie. Hij is een meester in trefbal.
- Miss Maischips: een meisje dat altijd iedereen advies geeft, en vrijwel nooit aan zichzelf denkt.
- Koning Bob: Een getalenteerde ijshockeyspeler die door iedereen wordt gezien als de koning van het speelplein. Hij is dan ook een goede koning die zorgt voor de rust op het speelplein. Hij is erg geliefd bij de kinderen en sommigen aanbidden hem.
- Muriel P. Finster: de oude maar strenge assistent-directrice van de school. Ze wordt door vrijwel iedereen in de school gevreesd.
- Directeur Peter "Petey" Prickly: de directeur van de school. Hij is snel op zijn teentjes getrapt, al is dat vermoedelijk te wijten aan zijn oudere broer, die ook directeur van een school is.
- Fieske G. Weems: ook wel Randall : de handlanger van mevrouw Finster, die haar altijd op de hoogte houdt van wat er op het schoolplein gaande is. Hij is derhalve niet geliefd bij de andere leerlingen.
- Schommelkid: een meisje dat altijd schommelt. In een aflevering dacht Spinelli dat ze over de kop ging.
- Goeroegast: een jongen met een T-shirt op zijn hoofd die iedereen advies geeft. Meestal snappen kinderen zijn advies niet.
- Conciërge Henk: De conciërge van de school. Hij is net als Gretchen een gek van wiskunde en had een korte relatie met juf Finster.
- De Gravers: De gravers zijn twee jongens (graver Sam en graver Dave) die altijd graven.
- Lawson: de aartsvijand van T.J. en de groep.
- Menlo: een jongen die veel verstand heeft van computers, hij is een vriend van Randall.
- Onderstebovenmeisje: dit meisje hangt in de pauze altijd aan het klimrek ondersteboven.
- De Ashleys: deze meisjes zijn een soort van trutten, in tegenstelling tot Spinelly. Ze zijn met vier: Ashley A, Ashley B, Ashley Q en Ashley T.

## Rolverdeling

### Engels
- Ross Malinger - T.J. Detwiller (seizoen 1)
- Andrew Lawrence - T.J. Detwiller (seizoen 2 - 6)
- Myles Jeffrey - T.J Detwiller (direct-naar-videofilms)
- Pamela Segall - Ashley Spinelli
- Ricky Collins - Vince LaSalle
- Ashley Johnson - Gretchen Grundler
- Jason Davis - Mikey Blumberg
- Courtland Mead - Gus Griswald
- April Winchell - Miss Finster
- Ryan O'Donohue - Randall Weems
- Blake Ewing - Menlo
- Toran Caudell - King Bob
- Allyce Beasley - Miss Grotke
- Anndi McAfee - Ashley A
- Erik Von Detten - Lawson
- Dabney Coleman - Principal (Peter) Prickly
- Anndi McAfee - Ashley Q
- Francesca Smith - Ashley B
- Ashley Johnson - Ashley T (seizoen 1)
- April Winchell - Ashley T (seizoen 2 - 3)
- Helen Slayton Hughes - Ashley T (seizoen 4-6)

### Nederlands
- Headhunterz - TJ
- Thirza Ravenstijn - Spinelli
- Remy Ravenstijn - Vince
- Eva Burmeister - Gretchen
- Moshe Burmeister - Mikey
- Sander van der Poel - Gus
- Beatrijs Sluijter - Juf Finster
- Victor van Swaay - Hoofdmeester Prickly
- Pip Pellens - Ashley A
- Robin Virginie - Ashley B
- ? - Ashley Q
- ? - Ashley T
- Rogier van de Weerd - Randell
- ? - Koning Bob
- ? - Juf Grotke
- ? - Menlo
- ? - Lawson

## Films
- Recess: School's Out: de eerste animatiefilm, en tevens de enige van de films die in de bioscopen is uitgebracht. Ging in première in 2001.
- Recess Christmas: Miracle on Third Street: een direct-naar-video film bestaande uit vier samengevoegde afleveringen.
- Recess: Taking the Fifth Grade: een direct-naar-video film die later werd opgesplitst tot de drie afleveringen van het zevende seizoen.
- Recess: All Growed Down: een prequel op de serie.